# Evanssellus medusa
Evanssellus medusa är en spindeldjursart som först beskrevs av Lee 1967.  Evanssellus medusa ingår i släktet Evanssellus och familjen Ologamasidae. Inga underarter finns listade i Catalogue of Life.